# Sambughè
Sambughè is een plaats (frazione) in de Italiaanse gemeente Preganziol.